# Fløjlsmos
Dicranella (Fløjlsmos) er en slægt af mosser med omkring 100 arter, der findes over hele verden. Fire arter findes i Danmark.
Arterne i denne slægt vokser oftest direkte på jorden. Bladene er smalle med rektangulære celler. Peristomet er rødligt.

## Danske arter
- Mosefløjlsmos Dicranella cerviculata
- Alm. fløjlsmos Dicranella heteromalla
- Kalkfløjlsmos Dicranella rufescens
- Sylbladet fløjlsmos Dicranella subulata